# Heerlijkheid Wisch
De heerlijkheid Wisch of bannerij van Wisch, in de huidige provincie Gelderland was een zelfstandige heerlijkheid in het graafschap Zutphen. Het bestond uit de stad Terborg en de dorpen Varsseveld en Silvolde met hun buurtschappen.

## Geschiedenis
De heren van Wisch waren oorspronkelijk ministerialen (aan wie een belangrijke post in bestuur en leger werd toevertrouwd) van de bisschop van Münster. Stephanus I van Wisch was de eerste heer van Wisch en waarschijnlijk afkomstig uit Westfalen, hij werd mogelijk vernoemd naar het dorp Wisch bij Billerbeck gelegen tussen Münster en Stadtlohn. Mogelijk werd hij in opdracht van Frederik I van Münster naar de grens gezonden. Hij vestigde zich op een mark ten westen van de Oude IJssel op een gedeelte van de parochie Etten, daar bouwden ze een slot bij De Heuven.

### Bannerij
De heren van Wisch werden in de latere Middeleeuwen aangeduid met de titel bannerheren. Daarmee behoorden zij tot de hogere adel en kregen zij bij vergaderingen van de staten van het kwartier Zutphen voorrang boven de overige leden van de ridderschap van Zutphen. De heerlijkheid van voor circa 1330 slechts een klein gebied (dat oorspronkelijk waarschijnlijk bestond uit een mark) bij het Kasteel Wisch. De namen "banner-heerlijkheid" en "bannerij" en de voor Wisch gebruikelijke benaming "hoogheid" zijn in de 17e eeuw in verband met de maatschappelijke positie van de heren in zwang gekomen, maar de heerlijkheid moet toch een onafhankelijk staatje zijn geweest. De laatste bannerheer was Joost van Limburg Stirum, overleden in 1621. Hij was als graaf van Bronckhorst en heer van Wisch in de rechten van twee bannerheerlijke geslachten getreden.

### Tweeherig
Na het overlijden van Dirk III van Wisch in 1369 noemden zijn zoon Hendrik en zijn oomzegger Dirk zich beiden heer van Wisch. Dirk was een zoon van Steven II van Wisch, de oudste broeder van Hendrik. Vanaf die tijd is de heerlijkheid altijd tweeherig geweest. Het deel van Dirk is door zijn dochter Stevina vererfd naar het geslacht van Homoet. Hendrik van Homoet verkocht dit deel in 1486 aan Oswald I van den Bergh, waardoor de halve heerlijkheid deel ging uitmaken van het land van den Bergh. Juridisch lag de zaak ingewikkeld, de verhuizing van Wisch naar de oostoever had uiteindelijk problemen gebracht. Uit de 14e- en 15e eeuw zijn gegevens overgeleverd waar uit blijkt dat de heren Van Bergh het patronaatsrecht over de Maartenskerk van Etten claimden. Aan de 'oude hof' in Etten waren volgens Bergh patronaatsrechten verbonden. In 1495 kwamen Oswald I van den Bergh en Johan van Wisch overeen dat Bergh en Wisch beurtelings het recht van de kerkgift in Etten zouden uitoefenen. Ondanks deze afspraak kwam het weer tot juridische processen en zelfs tot oorlog in 1531 tussen Joachim van Wisch en Oswald II van den Bergh. In 1539 maakte Ermgard van Wisch door haar huwelijk met Georg van Limburg Stirum alle bezittingen van haar huis samen met de rijke erfenis van de Bronckhorsten van Borculo over aan het geslacht Limburg-Stirum.

## Bezittingen

### Kastelen
Beide heren van Wisch hadden een eigen kasteel in Terborg. Het oudste en eerste huis Wisch lag aan de westoever van de Oude IJssel, bij Heuven. Het wordt ook wel Oud-Wisch genoemd. Het is onbekend wanneer dit stamslot van de heren van Wisch is verdwenen. Mogelijk is het in 1531 verwoest door de Gelderse veldheer Maarten van Rossum tijdens de belegering van Terborg, ook mogelijk dat het tijdens de Slag bij Terborg (1584) gebeurde. Het Berghsche huis werd deels verwoest door Joachim van Wisch in 1529. De graven van den Bergh hebben daarna slechts een gespaarde toren bezeten. De toren en terrein van de voorburcht kwam begin 17e eeuw na een proces in handen van de Wische eigenaars. De toren werd aan het einde van de 17e eeuw mogelijk als "aanbouw" aan het kasteel van de Limburg Stirum's verbonden en is tegenwoordig de oostelijke toren van het tegenwoordige kasteel Wisch.

### Omvang
De heerlijkheid Wisch bestond uit de stad Terborg en de kerspelen Varsseveld en Silvolde. Terborg behoorde bij het bisdom Utrecht, Varsseveld en Silvolde tot het Bisdom Münster. Dat kwam doordat de kerspelen oorspronkelijk tot het graafschap Lohn hoorden. Herman van Loon II beleende vlak voor zijn dood, Johan I van Wisch met de kerspelen. Mogelijk zijn de kerspelen buiten de erfenis gebleven van Otto van Ahaus, de rechthebbende op de Lohnse bezittingen waardoor de kerspelen altijd bij Wisch zijn gebleven.
De heren van Wisch hadden ook bezittingen in de aangrenzende kerspelen Gendringen, Etten en Doetinchem en verder verspreid in het Graafschap Zutphen. De heren verbleven veel in Doesburg in de "hof van Wisch", maar ook op kasteel De Wildenborch bij Lochem. Beide huizen waren na de tweeherigheid aan het geslacht Wisch toegevallen. Hendrik IV van Wisch werd met de Wildenborch beleend in 1449. Uitgezonderd de jaren 1626-1636, toen het samen met Lichtenvoorde in bezit was van graaf Willem Frederik van Limburg-Stirum, behoorde de Wildenborch tot de heerlijkheid Wisch tot 1701. In dat jaar werd het kasteel samen met de Heerlijkheid Lichtenvoorde aan Frederik baron van Heyden, heer van Bruch verkocht.